# Armoiries de la République centrafricaine
Les armoiries de la République centrafricaine se blasonnent ainsi : 
Écartelé : au premier quartier de sinople à la tête d'éléphant cendrée ; au deuxième d'argent au baobab au naturel ; au troisième, d'or à trois étoiles à quatre branches de sable au cœur perforé ; au quatrième d'azur à la main de sable pointant vers le coin supérieur dextre ; sur le tout, d'argent au pentacle d'or posé sur une carte d'Afrique de sable. Écu timbré d'un soleil naissant d'or. Cri : « ZO KWE ZO ». La Croix de l'Ordre du Mérite centrafricain est posé sur la devise « UNITÉ - DIGNITÉ - TRAVAIL » inscrite sur un listel d'azur

## Symbolisme
Le cri d'armes inscrit au-dessus du blason, « ZO KWE ZO », signifie en langue sango « Toute personne est un être humain  » ou « Tout le peuple est le peuple ».
L'éléphant et le baobab africain représente la nature et les fondements du pays. L'étoile dorée sur la carte de l'Afrique symbolise la position centrale du pays. La main située dans le quartier inférieur droite est le symbole du Mouvement pour l'évolution sociale de l'Afrique noire (MESAN), parti politique de Barthélemy Boganda, père de la patrie. Le quartier inférieur gauche avec trois diamants évoque les ressources minérales du pays.
La médaille présente au-dessous du blason est la décoration honorifique de l'Ordre du Mérite centrafricain.
Lors de l'établissement de l'Empire centrafricain, le cri d'armes comprend la date du 4 décembre 1976, soit celle de l'instauration de l'Empire.

## Galerie

Armoiries de la République centrafricaine (1958-1963)
Armoiries de la République centrafricaine (1963-1976)
Armoiries de l'Empire centrafricain (1976-1979)
Armoiries de la République centrafricaine (depuis 1979)